# Desmonte
Desmonte è un distretto della Costa Rica facente parte del cantone di San Mateo, nella provincia di Alajuela.